# TSV Handschuhsheim
Maillots
Actualités
Dernière mise à jour : 24 septembre 2014.
Le Turn und Sportverein Handschuhsheim 1886 e.V., ou plus simplement TSV Handschuhsheim, est un club de rugby allemand de Heidelberg, quartier de Handschuhsheim, évoluant en 2014-2015 dans le championnat d'Allemagne de rugby, soit le plus haut niveau national allemand de rugby à XV.

## Histoire
Le Fachschaft Rugby du TSV Handschuhsheim a été fondé le 27 juillet 1949 à l'auberge Zum Ritter dans le quartier du même nom au nord de Heidelberg en Bade-Wurtemberg. Le nouveau club joue son 1er match le 25 septembre 1949 contre le Heidelberger TV et gagne la partie sur le score de 19 à 8. Le 19 mai 1957, le TSV remporte  le seul Deutsche Meisterschaften, ancêtre de la 1.Bundesliga, de son histoire face à au SC Elite Hannover sur le score de 6 à 3. Le club compte actuellement 380 membres environ.

## Palmarès
- Deutsche Meisterschaften : 1957.
- Vice-champion : 1953, 1955, 1956, 1963, 1968, 1978, 2005.

## Effectif de la saison 2014-2015
| Nom                    | Poste            | Date de naissance | Nationalité sportive | Sélections (PM) | Club précédent | Année d'arrivée au club |
| ---------------------- | ---------------- | ----------------- | -------------------- | --------------- | -------------- | ----------------------- |
| Felix Bayer            | Pilier           | 20 décembre 1984  | Allemagne            | -               | -              | -                       |
| Simon Baumann          | Pilier           | 1er mars 1989     | Allemagne            | -               | -              | -                       |
| Marcus Bender          | Pilier           | 28 mai 1988       | Allemagne            | -               | -              | -                       |
| Giuliano Finzer        | Pilier           | 1er mars 1989     | Allemagne            | -               | -              | -                       |
| Philipp Eichler        | Pilier           | 11 décembre 1994  | Allemagne            | -               | -              | -                       |
| Max Girmann            | Pilier           | 2 juillet 1990    | Allemagne            | -               | -              | -                       |
| Stephan Harth          | Pilier           | 15 août 1986      | Allemagne            | -               | -              | -                       |
| Alexander Held         | Pilier           | 26 avril 1988     | Allemagne            | -               | -              | -                       |
| Sandro Müller          | Pilier           | 15 mai 1986       | Allemagne            | -               | -              | -                       |
| Hannes Wetzel          | Pilier           | 1er mars 1989     | Allemagne            | -               | -              | -                       |
| Steffen Schulz         | Talonneur        |                   | Allemagne            | -               | -              | -                       |
| Niklas Heiß            | Talonneur        | 31 mars 1994      | Allemagne            | -               | -              | -                       |
| Christopher Sacksofsky | Talonneur        | 6 novembre 1990   | Allemagne            | -               | -              | -                       |
| Mustafa Cem Bayram     | Talonneur        | 15 octobre 1993   | Allemagne            | -               | -              | -                       |
| Ben Hopkins            | Deuxième ligne   | 28 septembre 1988 | Allemagne            | -               | -              | -                       |
| Kevin Klein            | Deuxième ligne   | 1er mars 1989     | Allemagne            | -               | -              | -                       |
| Johannes Laule         | Deuxième ligne   | 11 novembre 1980  | Allemagne            | -               | -              | -                       |
| Sebastian Ruhland      | Deuxième ligne   | 21 mai 1980       | Allemagne            | -               | -              | -                       |
| Jens Schmidt           | Deuxième ligne   | 1er mars 1989     | Allemagne            | -               | -              | -                       |
| Florian Stockert       | Deuxième ligne   | 3 mai 1986        | Allemagne            | -               | -              | -                       |
| Leif van Skyhawk       | Deuxième ligne   | 2 septembre 1993  | Allemagne            | -               | -              | -                       |
| Nicolas Camus          | Troisième ligne  | 1er mars 1989     | Allemagne            | -               | -              | -                       |
| Pietro Contin          | Troisième ligne  | 23 novembre 1982  | Italie               | -               | -              | -                       |
| Abraham Gresham        | Troisième ligne  | 28 janvier 1995   | Allemagne            | -               | -              | -                       |
| Patrick Eiermann       | Troisième ligne  | 16 avril 1987     | Allemagne            | -               | -              | -                       |
| Matas Griskaitis       | Troisième ligne  | 12 avril 1990     | Allemagne            | -               | -              | -                       |
| Lukas Hübschmann       | Troisième ligne  | 16 septembre 1988 | Allemagne            | -               | -              | -                       |
| Gregor Hartmann        | Troisième ligne  | 16 septembre 1988 | Allemagne            | -               | -              | -                       |
| Jeffrey Herkommer      | Troisième ligne  | 1er mars 1989     | Allemagne            | -               | -              | -                       |
| Konstantin Hofmann     | Troisième ligne  | 27 février 1991   | Allemagne            | -               | -              | -                       |
| Alexander Hug          | Troisième ligne  | 29 août 1984      | Allemagne            | -               | -              | -                       |
| Max Retzmann           | Troisième ligne  | 1er mars 1989     | Allemagne            | -               | -              | -                       |
| Vincent Spies          | Troisième ligne  | 16 mai 1994       | Allemagne            | -               | -              | -                       |
| Moritz Bayer           | Demi de mêlée    | 7 août 1986       | Allemagne            | -               | -              | -                       |
| Christian Bechtold     | Demi de mêlée    | 9 décembre 1984   | Allemagne            | -               | -              | -                       |
| Michael Cooke          | Demi de mêlée    | 1er mars 1989     | Australie            | -               | -              | -                       |
| Marco Dörzbacher       | Demi de mêlée    | 23 octobre 1994   | Allemagne            | -               | -              | -                       |
| Thomas Genthner        | Demi d'ouverture | 16 mai 1995       | Allemagne            | -               | -              | -                       |
| Ali Sürer              | Demi d'ouverture | 1er mars 1989     | Allemagne            | -               | -              | -                       |
| Oliver Seelinger       | Demi d'ouverture | 10 septembre 1993 | Allemagne            | -               | -              | -                       |
| Yassin Ayachi          | Centre           | 1er mars 1988     | Allemagne            | -               | -              | -                       |
| Sebastian Burger       | Centre           | 27 mars 1990      | Allemagne            | -               | -              | -                       |
| Pierre Fournier        | Centre           | 1er mars 1989     | Allemagne            | -               | -              | -                       |
| Tonio Krüger           | Centre           | 1er mars 1989     | Allemagne            | -               | -              | -                       |
| Christopher Lorenz     | Centre           | 1er mars 1989     | Allemagne            | -               | -              | -                       |
| Daniel Lortz           | Centre           | 12 octobre 1986   | Allemagne            | -               | -              | -                       |
| Paul Rettwitz          | Centre           | 9 juillet 1995    | Allemagne            | -               | -              | -                       |
| Jonathan Jussli        | Ailier           | 24 novembre 1984  | -                    | -               | -              |                         |
| Mario Köhler           | Ailier           | 15 septembre 1986 | Allemagne            | -               | -              | -                       |
| Karl Kraus             | Ailier           | 31 décembre 1997  | Allemagne            | -               | -              | -                       |
| Sani Tapueluelu Lulu   | Ailier           | 4 janvier 1981    | Tonga                | -               | -              | -                       |
| Wolfgang Polte         | Ailier           | 21 décembre 1994  | Allemagne            | -               | -              | -                       |
| Andre Wenz             | Ailier           | 1er octobre 1982  | Brésil               | -               | -              | -                       |
| Felix Schmirler        | Ailier           | 1er mars 1989     | Allemagne            | -               | -              | -                       |
| Georg Straube          | Ailier           | 1er mars 1989     | Allemagne            | -               | -              | -                       |
| Yannick Reichel        | Ailier           | 5 décembre 1990   | Allemagne            | -               | -              | -                       |
| Frank Adolf            | Arrière          | 8 juillet 1980    | Allemagne            | -               | -              | -                       |
| Mathias Pipa           | Arrière          | 4 septembre 1980  | Allemagne            | -               | -              | -                       |

## Joueurs emblématiques
| - Jens Schmidt - Peter Heller - Alexander Pipa - Hans-Joachim Schmitt - Sébastien Chaule - Mathias Pipa - Manfred Friedel - Kuno Birk - Dieter Schröder - Otto Haas | - Heiner Baumann - Arno Blesch - Hans Kücherer - Helmut Schmitt - Henning Geierhaas - Steffen Horwath - Werner Ohlheiser - Holger Jordan - Helmut Kücherer - Andreas Lorenz | - Sven Wetzel - Erwin Birk - Gustav Dörzbacher - Dietmar Frank - Daniel Bung - Frank Dörsam - Thomas Müller - Felix Bayer |